# Tras los pasos de Bembeya Jazz
Tras los pasos de Bembeya Jazz —título original en francés: Sur les traces du Bembeya Jazz— es una película del año 2007.

## Sinopsis
En 1961, en un poblado en medio del bosque tropical de Guinea, nace un grupo de música que se convierte rápidamente en la mayor orquesta del África moderna. Se trata de la Bembeya Jazz. Esta orquesta, abanderada de la revolución guineana de Ségou Touré, logró hacer vibrar a toda África con su música. Cuarenta años después, volvemos a sus orígenes. A pesar de las dificultades, el misterio Bembeya se mantiene: ¡la leyenda continúa!

## Premios
- FESPACO 2007